# Liên đoàn Huấn luyện Quốc tế
Liên đoàn Huấn luyện Quốc tế (International Coaching Federation - ICF) là một tổ chức phi lợi nhuận chuyên về huấn luyện (coaching) chuyên nghiệp. Tính đến tháng 7 năm 2020, ICF có khoảng 41.500 thành viên tại 147 quốc gia và vùng lãnh thổ.
ICF được thành lập vào năm 1995 nhằm mục đích thống nhất các tiêu chuẩn chuyên nghiệp trong huấn luyện (coaching), cung cấp chứng chỉ độc lập cho các chuyên gia huấn luyện (thông qua ICF Credential), cũng như tổ chức các chương trình đào tạo huấn luyện viên (thông qua ICF Training Program Accreditation). ICF được xem là "cơ quan chính đóng vai trò kiểm định và cấp chứng chỉ cho các chương trình đào tạo và huấn luyện".
ICF định nghĩa huấn luyện (coaching) là quá trình hợp tác với khách hàng nhằm kích thích tư duy và năng lực sáng tạo, truyền cảm hứng để khách hàng phát huy tiềm năng cá nhân và nghề nghiệp của mình.
Tính đến tháng 7 năm 2020, có 30.079 huấn luyện viên tại 130 quốc gia và vùng lãnh thổ nắm giữ một trong ba Chứng chỉ ICF: 16.898 Huấn luyện viên được chứng nhận liên kết (Associate Certified Coaches - ACC); 11.946 Huấn luyện viên được Chứng nhận Chuyên nghiệp (Professional Certified Coaches - PCC); và 1.235 Chuyên gia Huấn luyện viên được Chứng nhận (Master Certified Coaches - MCC).
Năm 2011, ICF cùng Hội đồng Cố vấn và Huấn luyện Châu Âu (European Mentoring and Coaching Council - EMCC) tiến hành ký với Liên minh Châu Âu điều lệ quy định về thực hành nghề huấn luyện (coaching) và cố vấn (mentoring) trên toàn Châu Âu.